# Werftdepartement im Reichsmarineamt
Das Reichsmarineamt (RMA) wurde mit Allerhöchster Kabinettsorder vom 30. März 1889 eingerichtet.
Anfangs bestand hier ein Technisches Departement, welches 1905 Werftdepartement wurde. Nachdem Konteradmiral Otto Diederichsen von 1899 bis 1902 Direktor war, wurde das Technische Departement ab 1902 von Konteradmiral Hunold von Ahlefeld geleitet. Im gleichen Jahr war das ehemalige Dezernat für Kiautschou-Angelegenheiten (A III) des Allgemeinen Marinedepartements dem Departement zugeordnet worden. Mit November 1904 wurde hieraus eine Abteilung, welche Anfang 1911 wieder zum Allgemeinem Marinedepartement kam. Ende 1918 kam ebenfalls vom Allgemeinen Marinedepartement die sogenannte Fabrikenabteilung.
Mitte Dezember 1917 wurden aufgrund der neuen Kriegslage die Abteilungen und Dezernate, welche mit dem U-Bootwesen beschäftigt waren, in das eigenständige U-Boot-Amt unter der Führung von Konteradmiral Ernst Ritter von Mann Edler von Tiechler überführt.

## Direktoren
- Konteradmiral Hunold von Ahlefeld: von 1905 bis März 1907
- Vizeadmiral Carl Wodrig: von März 1907 bis März 1908
- Vizeadmiral Alfred Breusing: von April 1908 bis Januar 1910
- Wirklicher Admiralitätsrat Theodor Harms: mit der Wahrnehmung der Geschäfte beauftragt von Januar 1910 bis August 1910
- Konteradmiral/Vizeadmiral Karl Dick: von Oktober 1910 bis März 1916
- Konteradmiral/Vizeadmiral Hugo Kraft: von April 1916 bis August 1918
- unbekannt
- Konteradmiral Carl Hollweg: von November 1918 bis Ende Januar 1919
- Wirklicher Geheimer Admiralitätsrat Theodor Harms: mit der Wahrnehmung der Geschäfte beauftragt von Dezember 1918 bis Februar 1919

## U-Boot-Amt
Am 11. Dezember 1917 wurde aus den für mit dem U-Bootwesen befassten Bereichen des Werftdepartements im RMA das U-Boot-Amt (UA) als eigenes Departement gebildet:
- Abteilung für U-Bootswesen
- Beschaffungsgruppe der Werftverwaltungsabteilung
- Dezernat für Geldbeschaffung in U-Bootsangelegenheiten
- Fabrikabteilung in allen U-Bootsangelegenheiten
- Abteilung für Torpedowesen in allen Angelegenheiten der U-Bootsarmierung

Damit wurde im RMA eine zentrale Dienststelle für das U-Bootwesen geschaffen.
Mit Ende Januar 1919 wurde das U-Boot-Amt wieder in das Werftdepartement eingegliedert.

## Bekannte Personen (Auswahl)
- Kapitän zur See Johannes Rieve: 1905/06 als Assistent im Werftdepartement
- Kapitänleutnant Hermann Bauer: von 1906 bis 1908 im Werftdepartement
- Korvettenkapitän/Fregattenkapitän Reinhold von Fischer-Loßainen: 1910/11 im Dezernat für Personalien der technischen und Betriebsbeamten der Werften (B I), vormals Allgemeines Marinedepartement im Reichsmarineamt
- Kapitänleutnant Karl Bartenbach: von 1912 bis 1914 als Dezernent in der Abteilung für Torpedowesen und Funkentelegraphie (B V)
- Kapitän zur See Hans Pfundheller: von Juni 1915 bis März 1919 Dezernent
- Kapitän zur See/Konteradmiral Georg Ahlert: von Februar 1917 bis April 1918 Dezernent und stellvertretender Direktor des Werftdepartements
- Kapitän zur See Theodor Harms: Vorstand der Abteilung für Werftverwaltungsangelegenheiten, zwischenzeitlich Direktor des Werftdepartements